# Saint-Paul-en-Born
Saint-Paul-en-Born är en kommun i departementet Landes i regionen Nouvelle-Aquitaine i sydvästra Frankrike. Kommunen ligger i kantonen Mimizan som tillhör arrondissementet Mont-de-Marsan. År 2022 hade Saint-Paul-en-Born 982 invånare.

## Befolkningsutveckling
Antalet invånare i kommunen Saint-Paul-en-Born
Referens:INSEE